# Вересень 2022
Вересень 2022 — дев'ятий місяць 2022 року, що розпочався у четвер 1 вересня та закінчився у п'ятницю 30 вересня.

## Події
- Вересень — початок змагань чоловічих футбольних збірних Ліга націй УЄФА 2022—2023, що тривали до листопада 2022 року.
- 1 вересня — ЗАЕС відвідала комісія МАГАТЕ на чолі з Рафаелем Гроссі[джерело?]
- 5 вересня — Ліз Трасс виграла вибори голови Консервативної партії Великої Британії
- 8 вересня — У 96-річному віці померла королева Великої Британії Єлизавета II, наступником став її син, король Чарльз III
- 8 вересня — Відбулось засідання Контактної групи з питань оборони України, на якому підтримано контрнаступ України
- 8 вересня — У ході контрнаступу ЗСУ звільнили Балаклію у Харківській області[1].
- 12 вересня — 19-річний іспанець Карлос Алькарас виграв відкритий чемпіонат США з тенісу та став наймолодшою першою ракеткою світу в історії[джерело?]
- 14 вересня — Ураган «Фіона» сформувався
- 14 вересня — За уточненими даними МО України, з 6 вересня ЗСУ на Харківщині звільнили: близько 8500 кв. км., близько 388 населених пунктів, близько 150 тисяч людей[2].
- 14 вересня — Росія нанесла ракетний удар по греблі Карачунівського водосховища, внаслідок чого було підтоплено Кривий Ріг
- 15 вересня — Ethereum отримав найбільше оновлення Merge, яке перевело криптовалюту на екологічно чисту модель Proof-of-stake[3].
- 15—16 вересня — У Самарканді відбулася зустріч Шанхайської організації співробітництва, на якій були представлені 8 членів, 4 країни-спостерігачі та 9 партнерів[4][5][6][7][8]., а також ООН[9]. Іран став дев'ятим членом ШОС[10][11].
- 17 вересня — Іран охопили протести після смерті Махси Аміні, затриманої поліцією за неправильне носіння хіджабу[12].
- 19 вересня — Внаслідок ракетного удару пошкоджено будівлю Південноукраїнської АЕС та частково зупинено роботу Олександрівської ГЕС[13].
- 21 вересня — Внаслідок обміну з російського полону звільнили 215 українських захисників, серед них 188 бійців ОЗСП «Азов» та 10 іноземців. У зворотному напрямку вирушило 55 російських окупантів та Віктор Медведчук[14].
- 21 вересня — У Міжнародний день миру Путін оголосив про проведення в Росії часткової мобілізації 300 тисяч резервістів[15][16][17].
- 25 вересня, неділя — Всеукраїнський день дошкілля.
- 25 вересня — На позачергових парламентських виборах в Італії перемогу здобула правоцентристська коаліція, яка отримує 237 із 400 місць у Палаті депутатів та 115 із 200 місць у Сенаті
- 26 вересня — DART, космічний корабель НАСА, успішно врізався в астероїд Дідим для першого у світі випробування планетарної захисної системи, призначеної для запобігання потенційному зіткненню метеорита зі Землею[18].
- 26 вересня — У Балтійському морі на газопроводах Північний потік-1 та Північний потік-2 сталися витоки газу[джерело?]
- 30 вересня — Росія оголосила про анексію окупованих територій України[19].
- 30 вересня — Унаслідок російського ракетного удару по гуманітарній колоні в Запоріжжі загинуло щонайменше 25 осіб[20].